# Еякуляція на обличчя

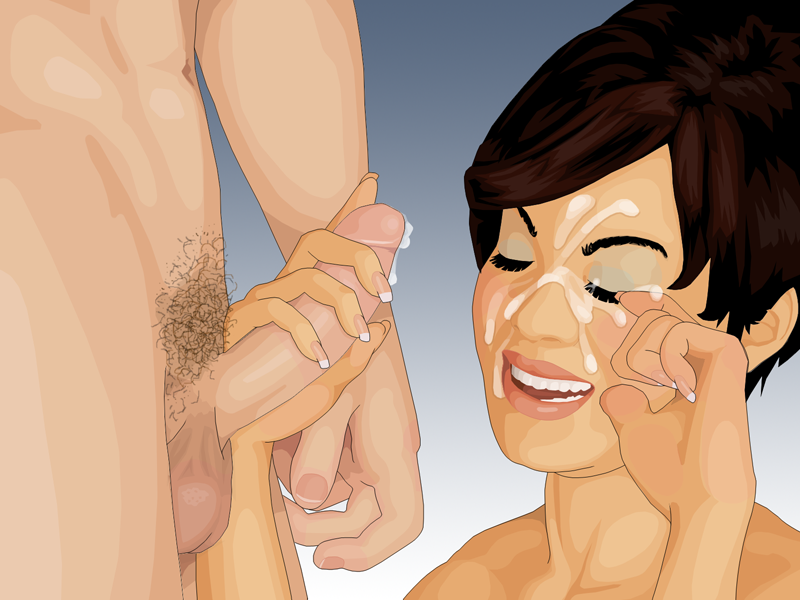
Зображення еякуляції на обличчя

Еякуля́ція на обли́ччя (англ. Facial ejaculation) — одна з форм сексуальної активності, коли чоловік еякулює на обличчя одного чи декількох партнерів, переважно жінок. Є формою сексу без проникнення, хоча може виконуватися після вагінального, анального чи орального сексу, мастурбації. Групова еякуляція на обличчя має назву буккаке.

## Опис
Еякуляції на обличчя передує сексуальне збудження чоловіка. Коли досягнуто піка збудження й еякуляція є неминучою, чоловік розташовує пеніс у зручну позицію, щоб сперма потрапила на обличчя партнера. Кількість сперми, виділеної чоловіком, залежить від його здоров'я, ступеня сексуального збудження та часу останнього сім'явиверження.
Ставлення до еякуляції на обличчя з погляду пасивного партнера неоднозначне. В середньому 58 % активних партнерів не питають дозволу, а здійснюють еякуляцію з власної ініціативи. В той час як значна кількість людей вважають еякуляцію на обличчя принизливою, інші сприймають її позитивно — розподіл тут майже рівний. Аргументи щодо першої думки: пасивний партнер не отримує задоволення в момент еякуляції, сперма може заливати очі, консистенція та запах сперми нерідко сприймаються як неприємні. Проте інші вважають, що еякуляція на обличчя поміщає пасивного партнера в центр уваги, а завдяки своєму хімічному складу сперма корисна для здоров'я шкіри. Також ігрове приниження часом сприймається пасивними партнерами як збуджувальне.

## Історія
Еякуляція на обличчя як така відома здавна, але була популяризована завдяки порнографії в другій половині XX століття. Цьому виду сексуальної активності посприяла епідемія ВІЛ у 1980-ті роки, адже еякуляція на обличчя лишається доволі інтимною і водночас не передбачає контакту зі слизовими оболонками партнера.
Згідно з опитуванням, проведеного в США у 2018 році, в повсякденній сексуальній активності 16 % чоловіків здійснюють еякуляцію на обличчя. Водночас 64 % визнали, що спонукала їх до цього саме порнографія.

## Ризики для здоров'я

### Передача хвороб
Будь-яка активність, яка передбачає контакт рідини однієї людини з іншою, містить ризик передачі венеричних захворювань. Сперма сама по собі нешкідлива при потраплянні на шкіру чи ковтанні, однак може слугувати засобом передачі ВІЛ-інфекції або гепатиту.

### Алергічні реакції
У рідкісних випадках люди можуть мати алергію на один з компонентів сперми. Симптоми можуть проявлятися свербежем, почервонінням або набряком зони потрапляння сперми протягом 30 хвилин.

## У культурі

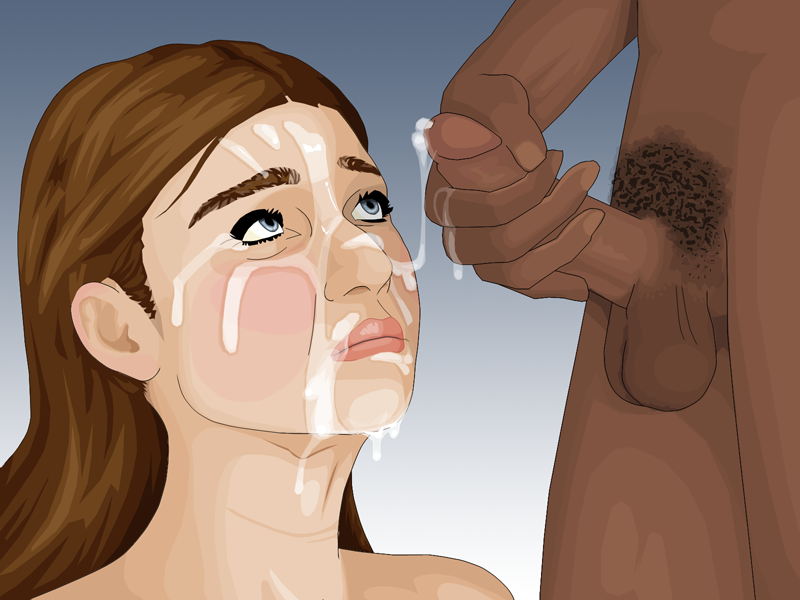
Еякуляція на обличчя

### Порнографія
З 1970-х років еякуляція на обличчя почала широко використовуватись у хардкорній порнографії як центральний елемент фільму. В Японії з огляду на заборону показу в порнографії геніталій, у 1980-ті роки поширилося зображення буккаке, де саме еякуляція на обличчя жінки є центральною в сцені. В сучасних порнографічних відео еякуляція на обличчя часто є завершальною сценою. В середньому 62 % відео з зовнішньою еякуляцією завершуються саме так. Часто замість сперми використовуються подібні зовні речовини, адже дозволяють зобразити сім'явиверження в потрібний момент і в більшому об'ємі, ніж може виробити чоловічий організм.

### Маркетинг
У 2006 році фірма Clinique рекламувала зволожуючий крем із зображенням, на якому біла рідина ллється на обличчя моделі, що було інтерпретовано з еякуляції на обличчя в порнографії..